# Luiza Pesjak
Luiza Pesjak (tudi Lujiza ~ Pesjakova, r. Crobath), slovenska pesnica, pisateljica in prevajalka, * 12. junij 1828, Ljubljana, † 1. marec 1898, Ljubljana.

## Življenjepis
Šolala se je v zasebnem Fröhlichovem zavodu, v katerem je bila poleg dekliške vzgoje deležna tudi izobraževanja v romanskih jezikih in pravega pouka v pesništvu. Bila je izobražena, tako splošno kot tudi na področju literature. Kot najstarejši otrok odvetnika dr. Blaža Crobatha in matere Poljakinje je spoznala vse vidnejše može tedanje slovenske družbe, med njimi tudi Franceta Prešerna, ki je nekaj časa delal pri njenem očetu. Prav on je kot pesnik najbolj vplival nanjo, s klasičnim izobraževanjem in celo učenjem angleškega jezika. Leta 1842 ji je ob štirinajstem praznovanju godu posvetil v nemščini spisano pesem »Dem wohlgeborenen Fräulein Aloisia Crobath«. Leta 1844 pa je začetek njene poezije pospremil s sonetom »An eine junge Dichterin«. Sprva je pesnila le v nemščini, pisala je nemške pesmi pod vtisom Prešernove poezije. Velik vtis na Pesjakovo je od sodobnikov naredil Fran Levstik. V času dopisovanja (1876) sta se tudi osebno srečevala v Škofji Loki. Bil je strogi kritik, njene prevode Prešernovih pesmi je slabo ocenil. Kritike so letele na jezik, predvsem na slovenske ustreznice nemških besed. Josip Stritar je popravljal jezikovne pomanjkljivosti njenih spisov, na kar kažejo tudi njegova pisma, ki ji jih je pisal. Leta 1872 sta se osebno seznanila na Dunaju. Zelo je cenil njeno izobrazbo in jo pozival k sodelovanju v Zvonu. Največ si je Pesjakova dopisovala z Josipom Cimpermanom, ki je bil njen prijatelj in svetovalec. Iz dnevnika, ki sodi v leto 1844, izvemo, da je veliko brala; njeno čtivo so bili Cooper, James, Campe, Friederike Bremer idr. 
Po očetovi smrti se je leta 1848 poročila z bogatim trgovcem in podjetnikom Simonom Pesjakom in se posvetila družini, vzgoji petih hčera. V družini so govorili nemško in francosko, šele po preporodu meščanstva v začetku šestdesetih let 19. stoletja so hčere dobile slovenskega učitelja Antona Lesarja, ob katerem se je tudi Luiza posvetila svojemu maternemu jeziku. Ob tem se je seznanila s čitalniškim gibanjem in se navdušila zanj.

## Literarno delo
Literarno je začela ustvarjati dosti prej, kot je njeno delo doseglo objavo. Prva pesem naj bi se ji utrnila leta 1840, ko se je z očetom vračala iz Rogaške Slatine, kjer je spoznala Stanka Vraza. Njeno zgodnje pisanje v nemškem jeziku sega v začetek štiridesetih let 19. stoletja, kamor sodi nemški rokopisni zvezek, del rokopisne zbirke, ki jo hrani Narodna in univerzitetna knjižnica v Ljubljani. Naslovljen je kot »Poetische Versuche«, datiran z letnicama 1843–44.
Vsaj na začetku je pisala izključno v nemškem jeziku, saj ga je najbolj znala. Bila je v nenehnem stiku tudi s slovenščino. V nemščino je prevedla Prešernovo Izgubljeno vero.
Po letu 1860 se je priključila slovenskemu narodnemu gibanju in pričela objavljati poznoromantične  domovinske pesmi. Prvo pesem z naslovom Kar ljubim je leta 1864 objavila v Bleiweisovih novicah. Pisala je tudi otroške pesmi in jih od leta 1871 do leta 1893 objavljala v Vrtcu, izbor pa je izdala v pesniški zbirki za otroke z naslovom Vijolice iz leta 1885. Krajšo pripovedno prozo Očetova ljubezen  (Novice, 1864), Dragotin  (Slovenski glasnik, 1864) in ženski roman Beatin dnevnik  (v knjigi, 1887) ter »izvirno novelico« Rahela (Letopis Matice slovenske, 1870) je napisala po zgledu sentimentalnih nemških meščanskih povesti.
Za ljubljansko čitalnico je napisala enodejanko Na Koprivniku, ki je bila objavljena v  Novicah leta 1872, za razpis kranjskega deželnega odbora pa operni libreto Gorenjski slavček, ki ga je leta 1872 uglasbil Anton Foerster. Prevajala je Prešernove pesmi v nemščino. V rokopisu je ostala njena tragedija  v petih dejanjih o Prešernu. Svoje zbližanje s slovenskim kulturnim in družbenim življenjem je potrdila s prevajanjem mnogih nemških veseloiger za ljubljansko čitalnico, za katero je zlagala tudi svečane prologe Slovenija Vodniku iz leta 1866.
Najpogosteje je pisala v Bleiweisove novice in Slovenski glasnik, zlasti pa v dunajski Zvon, ki ga je urejal Josip Stritar, pozneje je sodelovala pri Kresu, Besedniku, Zori in Ljubljanskem zvonu, v katerem je leta 1884 objavila Popotne spomine in leta 1886 del avtobiografije Iz mojega detinstva. 
Njene pesmi segajo v zapozneli klasicizem, njena proza pa se opira na romantično idiličnost in na oblike ženskih družinskih povesti. Miran Hladnik v Beatinem dnevniku (1887) odkriva motive ženskega romana, kot so motiv Pepelke (glavna junakinja Beata je na začetku romana vzgojiteljica na graščini), ljubezenski trikotnik (ves čas je zaljubljena v bogatega plebejca Riharda, ki pa ljubi grofovo hčer iz prvega zakona Doro), bolezen (Rihard smrtno zboli, Beata preživi večino čas kot negovalka ob njegovi postelji) in srečni konec (Dora je umrla, Rihard je prost — izkaže se celo, da je grofov nezakonski sin in se poroči z Beato). 

### Predstavitev pomembnejših del

#### Dragotin
Besedilo je označeno kot domoljubna povest. Glavno idejo napoveduje osemvrstična pesem na začetku. Delo ima štiri poglavja.
Začne se s slavospevom naravi, nato spoznamo mladega dečka Dragotina, ki s torbico zapusti svoj dom in odide v tujino. Pred mesecem mu je umrl oče, zato gre k stricu na Tirolsko, da bi ga izučil poklica. Mati se zelo težko loči od sina. Oče je bil kovač, mati pa predilja. Dragotin je bil lepo vzojen, vedno je ubogal in se dobro učil. Vse do očetove smrti so srečno živeli. Dragotin se na očetovem grobu z molitvijo poslavlja od očeta. Pred odhodom si natrga cvetlic (rdečih, modrih in belih), ki predstavljajo barve domovine in so simbol ljubezni, stanovitnosti in čistosti. S stricem odideta na Tirolsko. Dragotin se težko navadi novega kraja, tamkajšnih navad in ljudi. Zelo pogreša materni jezik in domovino. Delo mu gre dobro od rok, vendar pogreša svoj rojstni kraj in mater. Tolažbo išče v naravi in pisanju pisem. Osmo leto od žalosti tako zboli, da mu stric dovoli, da se vrne domov, kjer ga ostarela mati. Mesec kasneje Dragotin piše pismo stricu, v katerem se mu zahvaljuje za vse, kar je storil zanj in se odpoveduje obljubljeni dediščini, saj za nič na svetu ne bi mogel zapustiti matere in domovine.

#### Moja zvezdica
Je avtobiografska izpoved. V središču je materina ljubezen. Za vzor dobre matere je avtorica izbrala samo sebe. Povest se začne s prvoosebnim nagovorom bralcem. Rada bi jim povedala, kaj se ji je zgodilo. Živela je v mali vasici pri kmetski ženi. Obe sta bili revni. Imela je hčerko Emico. Preživljala se je z vezenjem in šivanjem. Služila je pri grajski gospe, ki ni imela otrok. Pri njej je dobro zaslužila. Vsak dan, ko je se je vračala z gradu, ji je v objem pritekla njena mala zvezdica. Emica zboli. Mati si je odrezala črne dolge kite in z njimi napolnila blazino, da bi hčerkica ležala na mehkem. Dan in noč je bedela ob njej. Stara kmetica Jela ji pove, da ji bi mogoče znal pomagati čudaški in neprijazni zdravnik, ki živi v sosednji vasi. Mati se v nevihti ponoči odpravi po zdravnika, vendar ta odkloni pomoč. Ona se vrne nazaj in najde svojo zvezdico mrtvo. Ko jo še zadnjič pokliče, se Emica oglasi, vsa cvetoča in živa. Avtorica na koncu pravi, da so bile le sanje. Edina resnica v njih je le njena hčerka. Bralcem želi, da bi se tudi njim težke sanje končale srečno ter jih poziva, da ji bodo še naprej naklonjeni.

#### Iz mojega detinstva
Je pomemben del avtobiografije, ki jo je začela pisati tudi v nemščini, vendar je ni dokončala. Delo je izšlo v Ljubljanskem zvonu leta 1886. Zajema tri dele, vsak je posvečen enemu izmed pomembnih mož, ki so vplivali nanjo in se jih rada spominja. 
Prvi del je posvečen Francetu Prešernu , ki ga je poznala že iz otroštva. Predstavi ga kot redkobesednega, a vendar šaljivega, rad je imel otroke. Pravi, da je čutila, da ni bil srečen, zato se je trudila, da bi ga čim večkrat razvedrila. On je v njej prebudil željo po znanju. V mladostnih letih jo je poučeval zgodovino, latinščino in angleščino. »Po njem sem se navzela ljubezni do domačega in do tujih jezikov in do književnosti in njemu se imam zahvaljevati«, zapiše za Prešerna. 
V drugem delu opisuje življenje Emila Korytka. V hiši njenih staršev je našel drugi dom. Tudi on ni bil srečen, saj je bil pregnan iz svoje domovine. Bil je vedno živahen, rad se je igral z otroki. Odkril ji je ljubezen do domovine. »Četudi jedra razgovorov mladeničevih in svojega očeta nisem umevala, vendar so se vtiskale besede v mehko srce in rojevalo se je po njih med solzami v njem ono nepopisno hrepenljivo, ono sveto in razvneto čustvo, ki je imenujemo domoljubje.«  Pogosto ga je spremljala po njegovih potovanjih po Sloveniji. Njegova zgodnja smrt jo je zelo prizadela.
Tretji del govori o Stanku Vrazu, ki ga je spoznala v Rogaški Slatini. Prav on jo je uvedel v svet poezije. Hotela je dokazati, da so tudi dekleta sposobna ljubiti domovino in pisati poezijo.
Besedilo se konča s pesmijo, posvečeno vsem trem.

#### Izvirna novelica«Rahela
Objavljena je bila leta 1870 v Letopisu Matice slovenske. 
Zgodba se dogaja v dolini S., kjer pobožno živita logar in žena Valovna, po rodu Poljakinja. Imata lepo hčerko Rahelo. Nekega poletnega popoldneva se v gozdu Raheli približa mladenič in se v hipu zaljubi vanjo. Tudi ona se zaljubi ter mu v spomin podari spominčico. Oče naznani, da se je iz tujine vrnil mladi graščak Miloš. Sumijo, da je bil on tisti skrivnostni mladenič, ki je prijateljeval z Rahelo že v otroštvu. Miloš prihaja na obisk k Raheli, zato mati posumi, da se med njima nekaj plete. Mati nasprotuje njuni zvezi, saj grof in kmečko dekle ne sodita skupaj. Miloš vzljubi družino, tudi mati popusti. Miloš mora na Dunaj, kjer njegova mati želi, da jo spremlja na vse plese, v upanju, da si bo premislil. Vanj se zagleda princesa Ilona, ki pa Miloša ne zanima. Grof Kolman je ljubosumen, zato razžali Rahelo, kar izzove dvoboj. Dan pred dvobojem Miloš zboli. Napiše poslovilno pismo Raheli in naroči služabniku, naj ji pove, da se čez leto srečata v večnosti. Miloš umre s spominčico v rokah.
Rahela od žalosti začne hirati, komaj čaka, da se mu bo pridružila. Sredi oktobra se poslovi od staršev in ob materinem branju Svetega pisma umre. 

#### Beatin dnevnik
Izšel je leta 1887 v Krajčevi narodni biblioteki v Novem mestu. Velja za prvi ženski roman. Sestavlja ga 34 dnevniških zapisov in epilog, ki skupaj zajemajo časovni okvir dobrih dveh let (20. maj 1875 – 21. avgust 1877).
Roman se začne s prihodom mlade sirote Beate Bergar v graščino Š., kjer bo kot vzgojiteljica skrbela za dvojčici Violo in Rozo. Njena gospodarica, grofica, je prijazna, izobražena in rahločutna ženska. Rada ima Beato. Bliža se obisk Dore (hčerke iz prvega grofovega zakona) in tete Pavlovne. Takrat Beata prvič sliši za Riharda, rejenca prejšnjega učitelja, ki z lepo dediščino živi po svojih željah. Rihard in Dora sta bila v mladosti zaljubljena, nato pa ju je grof ločil. Doro je poslal k teti Pavlovni, kjer se je poročila s starim kvartopircem Feodorjem, vendar je Rihard ne more pozabiti. Ob nekem večernem obisku, ko Beata grofici prebira Byrona, Rihard prevzame vlogo bralca in s svojim doživetim branjem Manfreda tako očara Beato, da od takrat dalje ne more več iskreno pisati v dnevnik. Ob prihodu gostij, noseče Dore, tete in njene spremljevalke Zoë, stara služkinja Ivana razkrije del družinske skrivnosti o ljubezenski zvezi, ki jo je grof iz neznanih razlogov prekinil, še pred tem pa stara mlinarica, ki jo Beata nehote sreča, prekolne ves grofovski rod, ki je njeno hčer Anico pripeljal do samomora na dan grofove poroke. 
Dora si Beato takoj izbere za zaupnico in ji obljubi, da ji bo še pred odhodom izročila nekaj v znak njenega zaupanja (poslovilno pismo). Tudi z malo francozinjo Zoë se dobro razumeta. Dora prosi Beato, naj postane Rihardova žena. Beata hoče ustreči Dorinim željam. Naslednji dan Dora in otrok umreta. Beata mora poskrbeti za pogrebne priprave, takrat se zave, da sta Rihard in Dora v resnici polbrat in polsestra.
Rihard hudo zboli. Dr. Kosec prosi Beato, da skrbi zanj. V svojih blodnjah Rihard razkrije družinsko skrivnost, saj ves čas ponavlja: »Mir najinemu očetu«. Po ozdravitvi je Rihard cel spremenjen, odpove se potovanjem in sklene postaviti gozdarsko šolo. Naslika angela varuha, ki je svetlolas kot Beata. Beata noče verjeti svoji sreči. Rihard jo zaprosi za roko, takrat Beata končno lahko zaupa dnevniku svoja čustva. Zgodba se konča s poroko in rojstvom male Dorice.
Roman je v Ljubljanskem zvonu leta 1899 ocenil Janko Kersnik. Priznava, da je Luiza Pesjak v slovensko literaturo prinesla nekaj novega, vendar pa se mu zdi, da nam taka literatura ni najbolj potrebna, saj jo lahko prebiramo v nemščini. Opozoril je na podobnosti z Eugene Marlitt, le da Pesjakovi manjka tista prava pisateljska moč in spretnost, predvsem v risanju značajev in zapletu ter razpletu zgodbe. Pohvalil je opis otroških značajev, moški značaji pa so mu se zdeli povsem nerealni. Ostro kritiko je namenil tudi pripovedni tehniki, saj pogreša zapleteno dejanje in strast in to, da slabo predstavi pretekle dogodke.
Glede jezika ji očita preveč francoskih in angleških besed ter neprimerno govorico oseb glede njihove socialne pripadnosti. Pohvalil je nekaj dialogov, ki so mu se zdeli duhoviti.

## Dela

### Pesmi
- Kar ljubim  (Novice 1864)
- Ins Kinderherz (1885) (COBISS)
- Vijolice (1889) (COBISS)

### Proza
- Očetova ljubezen (Novice, 1864)
- Dragotin (SG, 1864)
- Rahela (LMS, 1870)
- Beatin dnevnik (1887)  (COBISS)

### Dramatika
- Svitoslav zajček (1865)  (COBISS)
- Slovenija Vodniku (1866)  (COBISS)
- Na Koprivniku (1872)  (COBISS)

### Operni libreto
- Gorenjski slavček (1872)  (COBISS)

### Avtobiografija
- Iz mojega detinstva (LZ,1886)